# Urocitellus washingtoni
Urocitellus washingtoni är en däggdjursart som först beskrevs av Arthur H. Howell 1938. Den ingår i släktet Urocitellus och familjen ekorrar. Inga underarter finns listade i Catalogue of Life.

## Taxonomi
Arten har tidigare förts till släktet Spermophilus, men efter DNA-studier som visat att arterna i detta släkte var parafyletiska med avseende på präriehundar, släktet Ammospermophilus och murmeldjur, har det delats upp i flera släkten, bland annat Urocitellus.

## Beskrivning
Ryggen och överdelen av sidorna är rökgrå med blekgrå, omkring 4 mm stora fläckar. Undersidan är blekgrå. Kring vardera ögat har arten en vit ring. Kroppslängden är mellan 18,5 och 24,5 cm, inklusive den 3 till 6,5 cm långa svansen. Kroppsvikten varierar mellan 120 och 300 g. Hanarna är något större än honorna.

## Ekologi
Habitatet utgörs av buskklädda stäpper i floddalar på höjder mellan 90 och 450 m. Arten föredrar lätta jordar med tjockt jordtäcke och högt gräs som den kan söka skydd i. Den lever till stor del underjordiskt, därav kravet på tjockt jordtäcke, och konstruerar komplicerade gångsystem som används år efter år. Den kan tillbringa så mycket som åtta månader per år under jorden, antingen i vintersömn under den kalla årstiden eller sommarsömn under torra sommarmånader.

### Föda och predation
Arten lever främst på grönt gräs utom under högsommaren när gräset vissnat, då den i stället äter gräsfrön. Den kan även ta frön av andra arter, blad och nötter.
Även om det underjordiska levnadssättet skyddar arten mot alltför hög predation har den många fiender, av vilka nordamerikansk grävling troligtvis är den viktigaste. Andra predatorer är prärievarg, långsvansad vessla, ett stort antal rovfåglar och ugglor samt ormar.

### Fortplantning
Arten är polygynandrisk, båda könen har flera partners. Parningsleken börjar i januari och sträcker sig in i april. Hanarna vaknar tidigare från vintersömnen än honorna, och utkämpar rangstrider mellan varandra innan honorna kommer fram. Sent i februari till mars föder honan mellan 5 och 11 outvecklade ungar, som dias i omkring en månad. De blir könsmogna vid omkring ett års ålder.

## Utbredning
Arten förekommer i nordvästra USA i tre isolerade populationer, två i östra Washington öster och söder om Columbiafloden, och en i norra Oregon.

## Status
IUCN kategoriserar arten globalt som nära hotad, och populationen minskar. Främsta hotet är habitatförlust till följd av uppodling till åkrar eller betesmarker.

## Bildgalleri

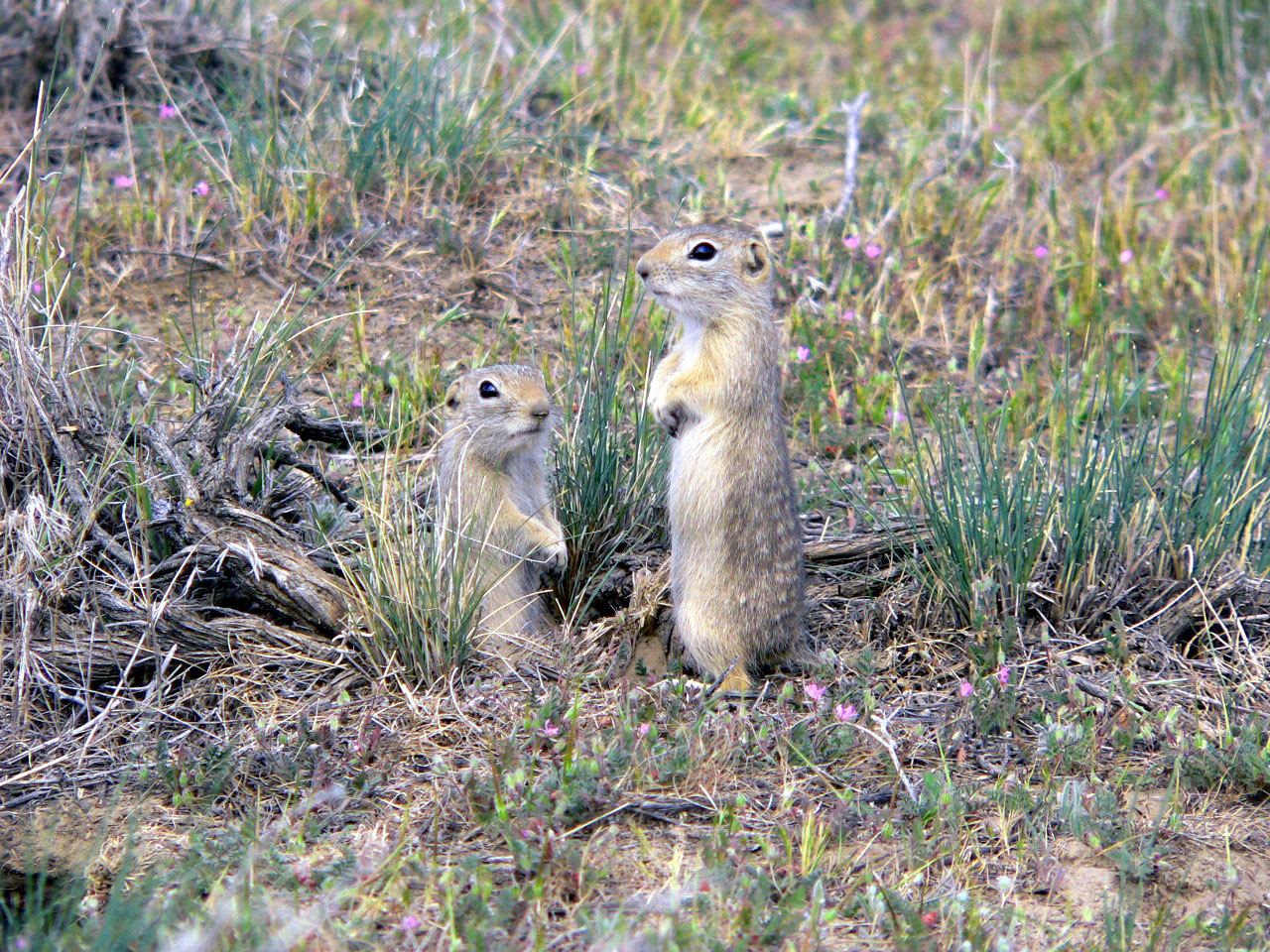